# Point Grey
Le point Grey (squamish : Elḵsn) est un promontoire marquant l'entrée sud de la baie des Anglais et de la baie Burrard. Le promontoire est le site de l'épave de la Plage, de la Tour de la Plage, Plage de la point Grey, et plus particulièrement sur son sommet se trouve l'université de la Colombie-Britannique campus depuis 1925. La Tour de la Plage est le site de l'ancien sous-marin de tours de guet et d'emplacements d'armes, tandis que le campus de l'université a été, avant qu'il ne devienne l'emplacement de l'université, de la BFC de Point Grey au cours de la Seconde Guerre mondiale.
Le nom de la pointe Grey est souvent utilisé comme un raccourci pour le Vancouver quartier de West Point Grey.